# Universiade
 (décembre 2020).
L’Universiade est une compétition internationale universitaire multi-sports organisée par la Fédération internationale du sport universitaire (FISU). Les Universiades se déroulent tous les deux ans. À l’image des Jeux olympiques, il existe des Universiades d'hiver et d'été. Les Universiades ont été précédées par les Jeux mondiaux universitaires, également biennaux, qui étaient organisés par la Confédération internationale des étudiants depuis 1930, et précédemment depuis 1924 sous le nom de Championnats du monde universitaires d'été.
Les Universiades d’été sont composées de 15 sports obligatoires (athlétisme, basket-ball, escrime, football, gymnastique, gymnastique rythmique (femmes), judo, natation, plongeon, water polo, taekwondo, tennis de table, tennis, tir à l'arc, volleyball), ainsi que de sports optionnels déterminés par le pays organisateur. Les records de participation furent établis à Shenzhen, en Chine, en 2011 pour le nombre d’athlètes (10 622), et à Daegu, en Corée du Sud, en 2003 pour le nombre de pays (174).
Les Universiades d’hiver sont composées de huit sports obligatoires (ski alpin, surf des neiges, combiné nordique, curling, hockey sur glace, short-track, patinage artistique, biathlon), de même que de trois sports optionnels déterminés par le pays organisateur. Les records de participation furent établis à Turin, en Italie, en 2007 pour le nombre d’athlètes (2 511), et Innsbruck, en Autriche, en 2005 pour le nombre de pays (50).

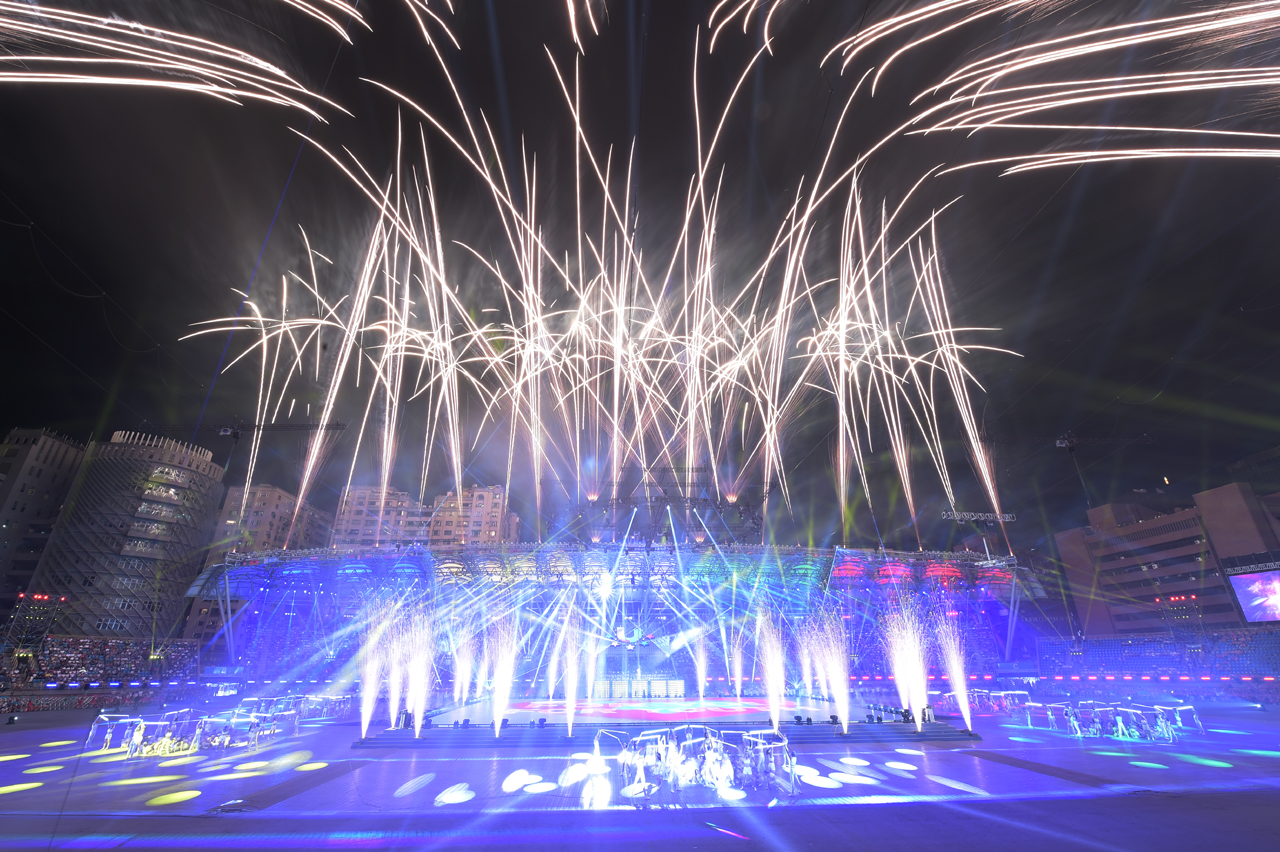
Cérémonie d'ouverture à Taïpei, Taïwan. (2017)

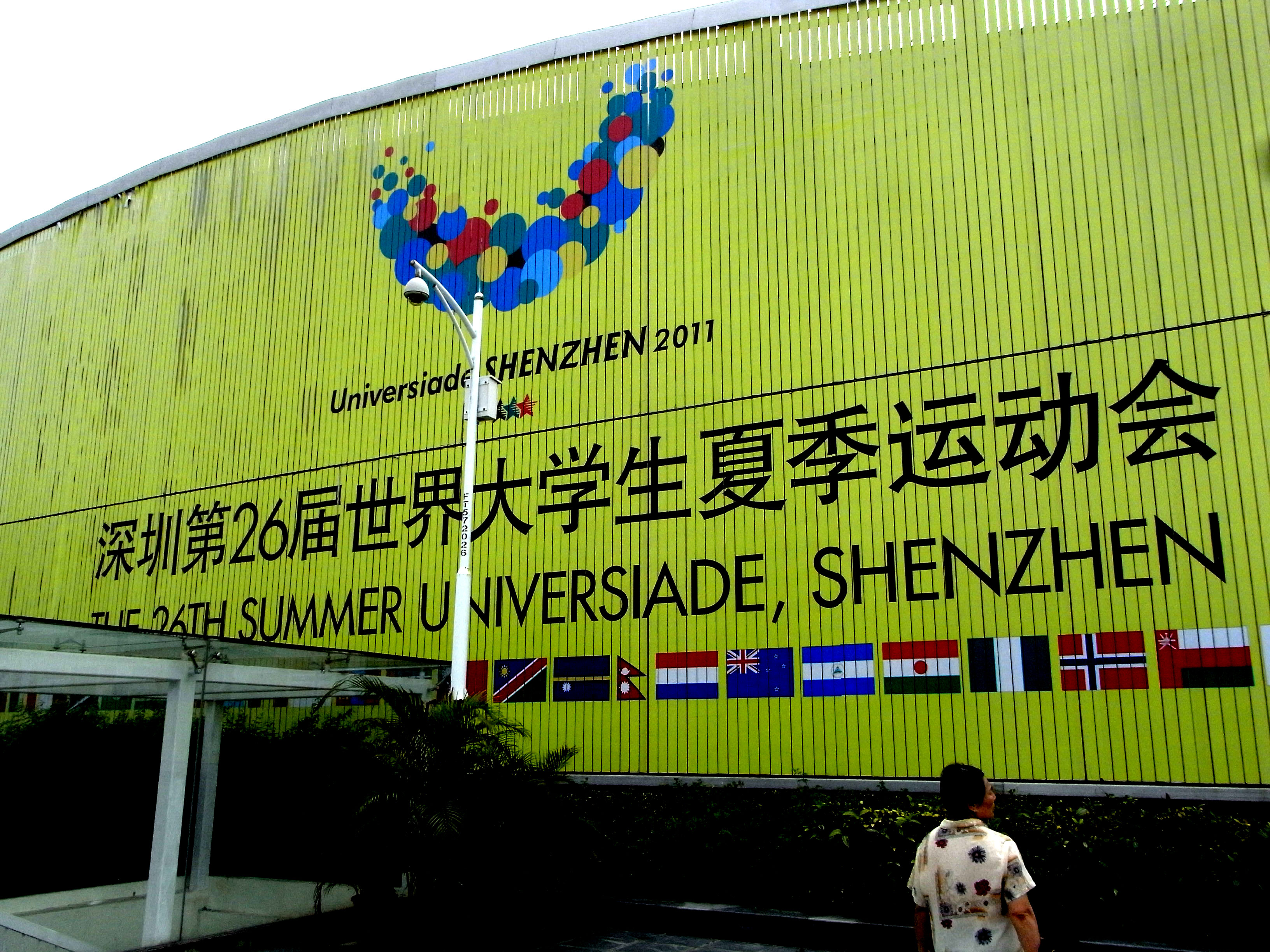
À Shenzhen, Chine. (2011)

## Jeux mondiaux universitaires (pré-Universiade)
Les jeux mondiaux universitaires étaient gérés par la Confédération internationale des étudiants (CIE) avant la Seconde Guerre mondiale. Après celle-ci, les pays occidentaux, d'Amérique du Sud ainsi que les pays d'Asie appartenant à la sphère capitaliste créent la Fédération internationale du sport universitaire (FISU) alors que les pays du bloc soviétique se sont regroupés dans l'Union internationale des étudiants (UIE). Ainsi durant les années 40 et 50, deux compétitions ont eu lieu en même temps.

### Éditions des Jeux mondiaux universitaires (CIE puis FISU)
| Année | No   | Ville hôte           | Pays                   |
| ----- | ---- | -------------------- | ---------------------- |
| 1923  | I    | Paris (1)            | France                 |
| 1924  | II   | Varsovie (1)         | Pologne                |
| 1927  | III  | Rome (1)             | Italie                 |
| 1928  | IV   | Paris (2)            | France                 |
| 1930  | V    | Darmstadt (1)        | Allemagne              |
| 1933  | VI   | Turin (1)            | Italie                 |
| 1935  | VII  | Budapest (1)         | Hongrie                |
| 1937  | VIII | Paris (3)            | France                 |
| 1939  | IX   | Vienne (non reconnu) | Autriche (non reconnu) |
| 1939  | IX   | Monte-Carlo (1)      | Monaco                 |
| 1947  | X    | Paris (4)            | France                 |
| 1949  | XI   | Merano (1)           | Italie                 |
| 1951  | XII  | Luxembourg (1)       | Luxembourg             |
| 1953  | XIII | Dortmund (1)         | Allemagne de l'Ouest   |
| 1955  | XIV  | San Sebastián (1)    | Espagne                |
| 1957  | XV   | Paris (5)            | France                 |

### Éditions des Jeux mondiaux universitaires (UIE)
| Année | No         | Ville hôte | Pays               |
| ----- | ---------- | ---------- | ------------------ |
| 1947  | XI         | Prague     | Tchécoslovaquie    |
| 1949  | XII        | Budapest   | Hongrie            |
| 1951  | XIII       | Berlin     | Allemagne de l'Est |
| 1953  | XIV        | Bucarest   | Roumanie           |
| 1954  | Intercalés | Budapest   | Hongrie            |
| 1955  | XV         | Varsovie   | Pologne            |
| 1957  | XVI        | Moscou     | Union soviétique   |
| 1959  | XVII       | Vienne     | Autriche           |
| 1962  | XVIII      | Helsinki   | Finlande           |

En 1959, la FISU et l'UIÉ acceptent de participer ensemble aux Jeux mondiaux universitaires organisés en Italie. Ces jeux sont les premiers à porter le nom d'Universiade ou jeux universitaires. La FISU prend ensuite le contrôle des Universiades et met en place des championnats du monde universitaires.

## Éditions
| Année | Universiade d’été | Universiade d’été | Universiade d’été | Universiade d’hiver | Universiade d’hiver              | Universiade d’hiver |
| Année | No                | Ville hôte        | Pays              | No                  | Ville(s) hôte(s)                 | Pays                |
| ----- | ----------------- | ----------------- | ----------------- | ------------------- | -------------------------------- | ------------------- |
| 1959  | I                 | Turin             | Italie            | -                   | -                                | -                   |
| 1960  | -                 | -                 | -                 | I                   | Chamonix                         | France              |
| 1961  | II                | Sofia             | Bulgarie          | -                   | -                                | -                   |
| 1962  | -                 | -                 | -                 | II                  | Villars                          | Suisse              |
| 1963  | III               | Porto Alegre      | Brésil            | -                   | -                                | -                   |
| 1964  | -                 | -                 | -                 | III                 | Špindlerův Mlýn                  | Tchécoslovaquie     |
| 1965  | IV                | Budapest          | Hongrie           | -                   | -                                | -                   |
| 1966  | -                 | -                 | -                 | IV                  | Sestrières                       | Italie              |
| 1967  | V                 | Tokyo             | Japon             | -                   | -                                | -                   |
| 1968  | -                 | -                 | -                 | V                   | Innsbruck                        | Autriche            |
| 1970  | VI                | Turin             | Italie            | VI                  | Rovaniemi                        | Finlande            |
| 1972  | -                 | -                 | -                 | VII                 | Lake Placid                      | États-Unis          |
| 1973  | VII               | Moscou            | Union soviétique  | -                   | -                                | -                   |
| 1975  | VIII              | Rome              | Italie            | VIII                | Livigno                          | Italie              |
| 1977  | IX                | Sofia             | Bulgarie          | -                   | -                                | -                   |
| 1978  | -                 | -                 | -                 | IX                  | Špindlerův Mlýn                  | Tchécoslovaquie     |
| 1979  | X                 | Mexico            | Mexique           | -                   | -                                | -                   |
| 1981  | XI                | Bucarest          | Roumanie          | X                   | Jaca                             | Espagne             |
| 1983  | XII               | Edmonton          | Canada            | XI                  | Sofia                            | Bulgarie            |
| 1985  | XIII              | Kobe              | Japon             | XII                 | Belluno                          | Italie              |
| 1987  | XIV               | Zagreb            | Yougoslavie       | XIII                | Štrbské Pleso                    | Tchécoslovaquie     |
| 1989  | XV                | Duisbourg         | Allemagne         | XIV                 | Sofia                            | Bulgarie            |
| 1991  | XVI               | Sheffield         | Royaume-Uni       | XV                  | Sapporo                          | Japon               |
| 1993  | XVII              | Buffalo           | États-Unis        | XVI                 | Zakopane                         | Pologne             |
| 1995  | XVIII             | Fukuoka           | Japon             | XVII                | Jaca                             | Espagne             |
| 1997  | XIX               | Sicile            | Italie            | XVIII               | Muju                             | Corée du Sud        |
| 1999  | XX                | Palma de Majorque | Espagne           | XIX                 | Poprad Tatry                     | Slovaquie           |
| 2001  | XXI               | Pékin             | Chine             | XX                  | Zakopane                         | Pologne             |
| 2003  | XXII              | Daegu             | Corée du Sud      | XXI                 | Tarvisio                         | Italie              |
| 2005  | XXIII             | Izmir             | Turquie           | XXII                | Innsbruck et Seefeld             | Autriche            |
| 2007  | XXIV              | Bangkok           | Thaïlande         | XXIII               | Turin                            | Italie              |
| 2009  | XXV               | Belgrade          | Serbie            | XXIV                | Harbin                           | Chine               |
| 2011  | XXVI              | Shenzhen          | Chine             | XXV                 | Erzurum                          | Turquie             |
| 2013  | XXVII             | Kazan             | Russie            | XXVI                | Trentino                         | Italie              |
| 2015  | XXVIII            | Gwangju           | Corée du Sud      | XXVII               | Grenade Štrbské Pleso et Osrblie | Espagne Slovaquie   |
| 2017  | XXIX              | Taipei            | Taipei chinois    | XXVIII              | Almaty                           | Kazakhstan          |
| 2019  | XXX               | Naples            | Italie            | XXIX                | Krasnoïarsk                      | Russie              |
| 2021  |                   |                   |                   | XXX                 | Lucerne                          | Suisse              |
| 2023  | XXXI,             | Chengdu           | Chine             | XXXI                | Lake Placid                      | États-Unis          |
| 2025  | XXXII             | Rhin-Ruhr         | Allemagne         | XXXII               | Turin                            | Italie              |
| 2027  | XXXIII            | Daejeon           | Corée du Sud      | XXXIII              |                                  |                     |